# Apistosia judas
Apistosia judas là một loài bướm đêm thuộc phân họ Arctiinae, họ Erebidae.